# 平松奈々
平松 奈々（ひらまつ なな、 1985年3月2日 - ）は、長野放送（NBS）の元アナウンサー。

## 来歴
- 静岡県沼津市出身[1]。
- 血液型:A型
- 静岡県立沼津東高等学校、お茶の水女子大学卒業。
- 2007年4月から2017年4月まで、長野放送でアナウンサー（ディレクター兼務）として勤務した。

## 人物
- 大学時代には、東京アナウンスセミナーにも通っていた。
- 趣味は1人カラオケで、9時間歌ったこともある[2]。
- 彼女が制作したキルトの中で、2010年に、NBSのキャラクター「ベスト犬 ハチポとハチナ」をモデルにして制作した作品（テーマ「LOVE」）は、同年4月22日から24日まで長野市のビッグハットで開催された「長野キルトウィーク2010」で展示され、その後NBS本社廊下の1階に展示されていた（現在は展示されていない）。また、NBSホームページ内の「ハチポの家」の「ハチポブログ」（現在はない）の2010年4月23日付でも、写真付きで紹介されていた。
- 「土曜はこれダネッ!」などの情報番組で食べ物のリポートをすることが多いが、体が細身なため、撮影後は食べ物を残していると思っている視聴者もいたことから、「常に豪快に食べるようにしています」と語る。実際には1日5食程度の収録であれば完食している[3]。
- 月に1・2回、東京ディズニーリゾートへ遊びに行くディズニーファンである[3]。

## エピソード
- 2008年から「めざましテレビ」の長野中継のリポーターに、同局先輩アナウンサーの吉崎仁康（現在はフリーアナウンサー）の後任として担当となった[注釈 1]。その後「めざましテレビ」の構成関係上中継枠が廃止となったため、一度も登場しなかったが、2011年4月21日の『めざましさくらエイド』の中継で登場した。お披露目から3年遅れての中継デビューとなった[注釈 2]。その後、同年7月29日の長野県内からの特別天気中継にも登場している[注釈 3]。
- 2009年7月25・26日放送のFNSの日26時間テレビ 2009 超笑顔パレード 爆笑!お台場合宿!!の「FNS27局対抗! 三輪車12時間耐久レース」に、フリースタイルスキー女子モーグル選手の上村愛子の後輩選手を集めて結成したチーム「長野モーグラーズ」を率いて第4ドライバーとして参戦した。予選を1位で突破し、テレビインタビューを受ける悲願を達成するが、決勝では度重なるマシントラブルに泣かされ、最終順位は3位に終り予選1位からのポールトゥーウィンの完全優勝は達成されなかった。しかし思いを披露する所では上村選手本人に会ったと言う。
- 2010年4月29日放送のフジテレビ「とんねるずのみなさんのおかげでした」内「矢島のケンミンSHOW」に出演し、「長野県茅野市には『矢島美容室』が実在する」という内容のレポートをする[4]。
- 2011年9月13日放送の「カスペ! 草彅剛の女子アナ2011フジテレビ愛は本当にあるのか！！？ガチ検証」で、「歌がうまい女子アナ・フジテレビvsFNS対抗歌合戦」にFNS選抜の7人のひとりとして出場し、太田裕美の「木綿のハンカチーフ」を歌った[5]。対戦相手の遠藤玲子（フジテレビアナウンサー）に1点差で敗れたものの、草彅剛から「緊張を押し殺して歌える・・・それはアイアンハート」とコメントしてもらえたのが、とっても嬉しかったという[6]。

## 過去の担当番組
- 「NBSスーパーニュース」
- 「土曜はこれダネッ!」
- 「NBSみんなのニュース」
- 「暮らしのターミナル」
- 「信州夢街道フェスタ」
- 「eながのフェスタ」
- 「スマイル・これダネッ！」（NSTとの共同制作の特別番組）
  - 2009年（2009年10月30日放送。NBS代表の1人として出演）
  - 2010年「信越ゆるキャラ王座決定戦」（2010年11月12日放送。元NSTの市野瀬瞳と共にゆるきゃらのお世話役として出演）
  - 2011年「信越縦断！うまい道の駅の旅」（2011年10月29日放送。元NSTの市野瀬瞳、廣川明美、元NBSの岸田麻未、タレントのバービー(フォーリンラブ)、ふかわりょう、楽しんごと共演）
  - 2012年「全国オモロうまい道の駅グランプリ」（2012年10月26日放送）
- めざましテレビ公認 わがまま!気まま!旅気分（NBS制作分、BSフジでも放送）
  - 「THE☆志賀高原」2010.1.30（その他の出演者：ゆってぃ、田上よしえ、西尾佳）
- FNSの日
  - FNS27時間テレビ!! みんな笑顔のひょうきん夢列島!!（2008.7.26-27）
  - FNSの日26時間テレビ2009超笑顔パレード 爆笑!お台場合宿!!（2009.7.25-26）
- FNSソフト工場「美人で国語・算数・理科・社会」
- とんねるずのみなさんのおかげでした（「矢島のケンミンSHOW」）（2010.4.29）
  - FNS女子アナ　"海猿"潜水士体験合宿～女子アナ28人が海猿になる日～
- カスペ!「草彅剛の女子アナ2011フジテレビ愛は本当にあるのか!!?ガチ検証SP」（2011.9.13）（「歌がうまい女子アナ全国対抗歌合戦」出場）
- 「岸田あさみの志賀っチャオ!!」（2012年1～2月の連続8回、NBSの1人として随時出演）
- もしもツアーズ（2012年9月16日、「残暑を吹き飛ばせ!信州3代避暑地 湧き水の郷 安曇野ツアー」）※フジテレビ制作。フジテレビでは前日の9月15日放送された。
- 北信越・福島行楽マップ２０１３　～暑い！夏本番！うきうき女子アナ旅～（2013.7.20）
- 「みんなの税　タックスインフォメーション」（2014.2月～3月）

ほか

## NBSの同期入社
- 西尾佳